# Fania Mindell
Fania Esiah Mindell (15 de dezembro de 1894 - 18 de julho de 1969) foi uma feminista, ativista e artista de teatro estadunidense.

## Vida e carreira
Mindell nasceu em Minsk, na Bielorrússia, em 15 de dezembro de 1894. Ela emigrou para o Brooklyn, em Nova York, em 1906, com seus pais e família, e se tornou uma cidadã estadunidense em 1919. Ela se tornou uma artista consagrada e também figurinista de teatros da Broadway, em Nova York. Ela traduziu material de teatro do russo para o inglês, incluindo sua versão para a peça "Albergue noturno" de Máximo Gorki, que foi realizado no Teatro Plymouth em 1920. Edward G. Robinson foi um dos atores. Mindell foi também a proprietária da Little Russia, uma pequena loja em Greenwich Village, perto de Washington Square, que oferecia lembranças e curiosidades da Rússia. Mas a mais importante atividade e paixão de Mindell eram as causas feministas e progressistas.

## Ativismo
Uma jovem ativista política em 1916, ela conheceu a famosa feminista Margaret Sanger e sua irmã, Ethel Byrne. Juntas, as três abriram a primeira clínica para contracepção nos Estados Unidos, em Brooklyn, conhecido como "Clínica Brownsville" (uma referência à seção Brownsville, no Brooklyn, na qual a clínica foi instalada). A clínica causou polêmica imediata na imprensa, chamando a atenção nacional, e as três mulheres foram presas e julgadas por "distribuir material obsceno".
"A polícia monitorou a clínica desde a abertura e enviou uma agente disfarçada para comprar suprimentos contraceptivos. No dia 26 de outubro (1916), uma policial disfarçada de mulher e um esquadrão de policiais invadiram a clínica, confiscaram uma variedade de contraceptivos,  20 livros sobre mulheres jovens e prendeu Sanger, Byrne e Mindell. Depois de indiciadas, Sanger e Mindell passaram a noite na prisão da Raymond Street e Byrne, na delegacia da Liberty Avenue. Foram soltas pela seguinte, após o pagamento de 500 dólares em fiança." 
As três mulheres foram consideradas culpadas, mas, tempo depois, as sentenças foram anuladas, e sua campanha foi finalmente bem-sucedida, levando a grandes mudanças na política social e nas leis que regem o controle de natalidade e educação sexual em todo o mundo. A clínica fechou, mas mais tarde se tornou a base para o que viria a ser conhecido como o movimento "Planned Parenthood", para o uso de contraceptivos e o planejamento familiar.

## Casamento
Em 3 de dezembro de 1929 Mindell casou-se com Ralph Edmund LeClercq Roeder, um estudioso, historiador e autor que compartilhava com ela seu interesse em teatro e cinema e em causas de esquerda. O casal viajou extensivamente na Europa, no Caribe e no Haiti, na década de 1930 e parece ter-se apaixonado pelo México na década de 1940. O irmão de Mindell, Jabob "Pop", um dentista de profissão, era um membro do Partido Comunista e mais tarde foi processado e preso. As opiniões de seu irmão e sua associação com a esquerda influenciaram a decisão de Roeder decisão de mudar-se para o México, na década de 1950, quando o macartismo era prevalente nos Estados Unidos. Durante esse período, muitos ativistas políticos, artistas e intelectuais dos Estados Unidos buscaram refúgio no México. Fania Mindell e seu marido passaram a maior parte do fim de suas vidas como expatriados na Cidade do México, onde ele estudou e escreveu vários livros, incluindo uma análise da biografia de Benito Juárez, para o qual ele foi homenageado no México com o maior prêmio literário, a Orden del Águila Azteca.
Mindell e seu marido faleceram na Cidade do México em 1969; ela em 18 de julho e seu marido em outubro. Ambos estão enterrados no panteão da cidade.